# استفان اسکوئری
استفان اسکوئری (انگلیسی: Stephen Squeri) کارآفرین، بازرگان و مدیر ارشد اجرایی آمریکایی است، که اکنون به‌عنوان مدیر عامل اجرایی شرکت خدمات مالی آمریکن اکسپرس فعالیت می‌کند.